# Pselliophora dendrobia
Pselliophora dendrobia är en tvåvingeart som beskrevs av Edwards 1932. Pselliophora dendrobia ingår i släktet Pselliophora och familjen storharkrankar. Inga underarter finns listade i Catalogue of Life.